# Kyjatice
Kyjatice es un municipio del distrito de Rimavská Sobota en la región de Banská Bystrica, Eslovaquia, con una población estimada a final del año 2024 de 71 habitantes.
Se encuentra ubicado al este de la región, en la cuenca hidrográfica del río Sajó —un afluente derecho del río Tisza— y cerca de la frontera con la región de Košice y con Hungría.

## Demografía
| Año        | 1994 | 2004     | 2014    | 2024    |
| ---------- | ---- | -------- | ------- | ------- |
| Población  | 101  | 82       | 76      | 71      |
| Diferencia |      | −18,81 % | −7,31 % | −6,57 % |

| Año        | 2023 | 2024    |
| ---------- | ---- | ------- |
| Población  | 68   | 71      |
| Diferencia |      | +4,41 % |